# 天津市实验小学
天津市实验小学是一所位于中华人民共和国天津市的公立小学，学校始建于1948年，座落在天津市和平区柳州道28号，是天津市所直属市级重点小学之一，是天津市教育委员会唯一的直属小学，也是天津市基础教育实验基地之一。

## 历史
- 1948年，天津市实验小学成立。
- 1984年，天津市实验小学创办儿童智力早期开发实验班。
- 1986年，天津市实验小学成立实验小学游泳分校。
- 1995年，天津市实验小学创办公办民助的模范小学。
- 1996年，天津市实验小学创办国际部。
- 1998年，天津市实验小学被教育部命名为全国首批现代教育技术实验学校。

2023年3月，天津市实验小学作为牵头校成立天津市实验小学教育集团，天津港保税区空港实验小学、天津市实验小学滨海学校、天津市实验小学津南学校为成员校。

## 内部链接
- 天津教育
- 耀华小学
- 天津市街坊小学